# 국립기술박물관 (프라하)
국립기술박물관(체코어: Národní technické muzeum)은 체코 프라하에 있는 박물관이다. 체코의 기술 역사와 관련된 정보와 유물을 보존하는 데 전념하는 가장 큰 기관이다. 박물관은 1908년에 설립되었으며 1941년부터 현재 위치(레트나 공원 옆)에 있다.